# Plata Glacier
Plata Glacier är en glaciär i Antarktis. Den ligger i Östantarktis. Nya Zeeland gör anspråk på området. Plata Glacier ligger 2 000 meter över havet.
Terrängen runt Plata Glacier är kuperad åt sydost, men åt nordväst är den platt. Trakten är obefolkad. Det finns inga samhällen i närheten. 